# Elene Naveriani
Elene Naveriani (1985 à Tbilissi) est une personnalité géorgienne travaillant dans la réalisation cinématographique.

## Carrière
Elene Naveriani a d'abord étudié la peinture à l'Académie d'État de Tibilissi jusqu'en 2003.
En 2011, Elene obtient un Master en Critical Curatorial Cybermedia à l'HEAD de Genève, puis un Bachelor en cinéma en 2014,,.
Le premier long métrage d'Elene Naveriani, I am truly a drop of Sun on Earth, a été présenté à la première du Festival du film de Rotterdam en 2017, suivi d'autres festivals et récompenses. Son court-métrage Red Ants bite a également été projeté à Rotterdam en 2019. Le court métrage a été nommé entre autres pour le Prix du cinéma suisse.
Le deuxième long métrage d'Elene, Wet Sand, a été présenté à la première du Festival du film de Locarno en 2021, dans la section Cineasti del Presente. Le film a reçu, entre autres, le Prix de Soleure, qui est doté de 60 000 francs suisses et récompense un film à prétention humanitaire. Le film était nommé pour le Prix du cinéma suisse du meilleur film de fiction,.
Blackbird Blackbird Blackberry, son troisième long métrage, était présenté en première dans la Quinzaine des Cinéastes au Festival de Cannes en 2023. Film film était sur la shortlist pour le Prix du cinéma européen, et Eka Chavleishvili, l'actrice principale, en a reçu une nomination.

### Vie privée
Non-binaire, Naveriani utilise le pronom « iel ».
Naveriani vit en Suisse depuis les années 2000 mais a tourné tous ses films en Géorgie, où Elene a grandi.

## Filmographie

### Courts-métrages
- 2011 : Breakfast with Melano
- 2012 : Oranges
- 2012 : Mess up with Daddy
- 2013 : Father Bless Us
- 2014 : Les évangiles d'Anasyrma/Gospel of Anasyrma
- 2018 : Le bœuf volé de Papa Lantsky/Lantsky Papa’s Stolen Ox (en co-réalisation)
- 2019 : Red Ants Bite

### Longs-métrages
- 2017 : Me mzis skivi var dedamicaze / I Am Truly a Drop of Sun on Earth
- 2021 : Wet Sand
- 2023 : Merle Merle Mure / Blackbird Blackbird Blackberry